# Prolabeo batesi
Prolabeo batesi är en fiskart som beskrevs av Norman 1932. Prolabeo batesi ingår i släktet Prolabeo och familjen karpfiskar. IUCN kategoriserar arten globalt som otillräckligt studerad. Inga underarter finns listade i Catalogue of Life.